# Валя-Болвашніца
Валя-Болвашніца (рум. Valea Bolvașnița) — село у повіті Караш-Северін в Румунії. Входить до складу комуни Мехадія.
Село розташоване на відстані 298 км на захід від Бухареста, 55 км на південний схід від Решиці, 128 км на південний схід від Тімішоари, 132 км на північний захід від Крайови.

## Населення
За даними перепису населення 2002 року у селі проживали 875 осіб, з них 874 особи (99,9%) румунів. Рідною мовою 874 особи (99,9%) назвали румунську.